# Општина Трифешти (Њамц)
Трифешти (рум. Trifeşti) општина је у Румунији у округу Њамц.
Oпштина се налази на надморској висини од 224 m.